# Paul Bowles
Paul Bowles  (New York, 30 december 1910 – Tanger, 18 november 1999) was een Amerikaans schrijver, dichter en componist.

## Levensloop
Al op jonge leeftijd worden enkele gedichten van Bowles gepubliceerd. Hij schreef gedichten en speelde piano om te 'vluchten' voor zijn ongelukkige jeugd.
In 1929 verliet hij de Verenigde Staten om zijn geluk te beproeven in Parijs. Een paar jaar later, in 1931, bracht hij voor het eerst een zomer door in Tanger, Marokko. In 1947 vestigde hij zich daar, waarop zijn vrouw een jaar later volgde, om er uiteindelijk de rest van zijn leven te blijven wonen. Hier vond hij veel inspiratie voor zijn boeken, die veelal dit gebied en de cultuur als achtergrond hebben. Hoewel hij slechts enkele romans heeft geschreven (waaronder het door Bertolucci verfilmde The Sheltering Sky), betreft het hier tijdloze klassiekers met als voornaamste thema de oppervlakkigheid van de westerse mens en het daaruit voorkomende onvermogen om overeind te blijven als zijn vertrouwde omgeving wegvalt. Bowles heeft veel korte verhalen geschreven, waarvan sommige eigenlijk tot een soort literair horror-genre gerekend kunnen worden.
Werken van Paul Bowles zijn in Nederland uitgegeven door uitgeverij Coen Pranger, uitgeverij Contact en uitgeverij Veen.

### Romans
- 1949 - The Sheltering Sky (Het dak van de hemel)
- 1952 - Let It Come Down (Een kille regen)
- 1955 - The Spider's House (Het huis van de spin)
- 1966 - Up Above the World (Hoog boven de wereld)
- 1991 - Too Far From Home

### Korte verhalen
- 1950 - A Little Stone
- 1950 - The Delicate Prey and Other Stories (De tere prooi)
- 1959 - The Hours after Noon
- 1962 - A Hundred Camels in the Courtyard
- 1962 - Their heads are green and their hands are blue
- 1967 - The Time of Friendship
- 1968 - Pages from Cold Point and Other Stories
- 1975 - Three Tales
- 1977 - Things Gone & Things Still Here
- 1979 - Collected Stories, 1939-1976
- 1982 - Points in Time
- 1988 - Unwelcome Words: Seven Stories

### Poëzie
- 1933 - Two Poems
- 1968 - Scenes
- 1972 - The Thicket of Spring
- 1981 - Next to nothing: collected poems, 1926-1977

### Biografie
- 1972 - Without Stopping: An Autobiography

- Bibsys: 90133485
- Biblioteca Nacional de España: XX870807
- Bibliothèque nationale de France: cb11893662g (data)
- Catàleg d'autoritats de noms i títols de Catalunya: 981058528183806706
- CiNii: DA01662995
- Digitale Bibliotheek voor de Nederlandse Letteren: bowl002
- Gemeinsame Normdatei: 11865960X
- International Standard Name Identifier: 0000 0001 2148 0881
- Library of Congress Control Number: n79043627
- Nationale Bibliotheek van Letland: 000040850
- MusicBrainz: fc11241f-c3c0-4114-8081-b7542852c87e
- Bibliotheek van het Japanse parlement: 00463625
- Nationale Bibliotheek van Tsjechië: jn20000600959
- Nationale bibliotheek van Australië: 35020892
- Nationale Bibliotheek van Israël: 987007512766505171
- Nationale Bibliotheek van Polen: a0000001181476
- Nationale en Universitaire bibliotheek Zagreb: 000041967
- Nederlandse Thesaurus van Auteursnamen: 06844916X
- PIC: 13637
- RKD-Nederlands Instituut voor Kunstgeschiedenis: 398957
- Istituto Centrale per il Catalogo Unico: CFIV094005
- LIBRIS: 211373
- SNAC: w6hq3zbx
- Système universitaire de documentation: 026748398
- Trove: 795111
- Virtual International Authority File: 112464042
- WorldCat: E39PBJjhGwQhHHhXtwT8jMRBT3

1. ↑  Gemeinsame Normdatei; geraadpleegd op: 15 december 2014.
2. ↑  Internet Movie Database; IMDb-identificatiecode: nm0101247.
3. ↑  Gemeinsame Normdatei; geraadpleegd op: 31 december 2014.